# Zale
Genre
Zale est un genre de papillons nocturnes de la famille des Erebidae.

## Description
Palpes avec une deuxième articulation atteignant le sommet de la tête et une troisième articulation courte. Antennes du mâle avec de courts cils fasciculés (en faisceaux). Métathorax avec une légère touffe. Abdomen avec des touffes dorsales proéminentes. Tibia du mâle fortement poilu. Milieu du tibia épineux. Larve avec quatre paires de fausses pattes abdominales, les deux premières paires étant avortées ou rudimentaires.

## Liste des espèces
Selon GBIF (20 juillet 2024) :
- Zale aeruginosa Guenée, 1852
- Zale albidula Walker, 1865
- Zale albiflos Walker, 1869
- Zale alternata Dyar
- Zale atrisquamata Dognin, 1914
- Zale australis Hampson, 1913
- Zale benesignata Harvey, 1875
- Zale bethunei Smith, 1908
- Zale brevipennis Walker, 1869
- Zale buchholzi McDunnough, 1943
- Zale calycanthata J.E.Smith, 1797
- Zale chisosensis Blanchard & Franclemont, 1982
- Zale cingulifera Walker, 1857
- Zale clandestina Troubridge, 2020
- Zale colorado Smith, 1908
- Zale configurata Walker, 1857
- Zale confusa McDunnough, 1940
- Zale coracias Guenée, 1852
- Zale corvus Schaus, 1901
- Zale costifera Walker, 1865
- Zale curema Smith, 1908
- Zale declarans Walker
- Zale discisigna Walker, 1857
- Zale duplicata Bethune, 1865
- Zale edusina Harvey, 1875
- Zale erilda Schaus, 1940
- Zale exaggerata Schaus, 1914
- Zale excellens Schaus, 1912
- Zale exhausta Guenée, 1852
- Zale fictilis Guenée, 1852
- Zale fuliginosa Walker, 1857
- Zale galactea Hampson, 1913
- Zale galbanata Morrison, 1876
- Zale grata Dognin, 1912
- Zale gratiosa Walker, 1862
- Zale helata Smith, 1908
- Zale horrida Hübner, 1819
- Zale insuda Smith, 1908
- Zale intenta Walker
- Zale janisca Schaus, 1901
- Zale lafontainei (Troubridge, 2020)
- Zale lucimargo Walker, 1869
- Zale lunata Drury, 1773
- Zale lunifera Hübner, 1818
- Zale meridiana Haimbach, 1928
- Zale metata Smith, 1908
- Zale metatoides McDunnough, 1943
- Zale mexicana Haimbach, 1928
- Zale minerea Guenée, 1852
- Zale niveplaga Walker, 1860
- Zale obliqua Guenée, 1852
- Zale obsita Guenée, 1852
- Zale pachystrigata Hampson, 1913
- Zale perculta Franclemont, 1964
- Zale peruncta Guenée, 1852
- Zale phaeocapna Franclemont, 1950
- Zale phaeograpta Hampson, 1913
- Zale phoeoleuca Walker, 1865
- Zale plumbeolinea Hampson, 1918
- Zale plumbimargo Prout, 1921
- Zale procumbens Walker, 1865
- Zale retrahens Walker, 1865
- Zale rhigodora Dyar, 1913
- Zale rubi Edwards, 1881
- Zale rubiata Smith, 1908
- Zale rufosa Hampson, 1913
- Zale sabena Schaus, 1901
- Zale setipes Guenée, 1852
- Zale sexplagiata Walker, 1857
- Zale smithi Haimbach, 1928
- Zale squamularis Drury, 1773
- Zale strigimacula Guenée, 1852
- Zale submediana Strand, 1917
- Zale termina Grote, 1883
- Zale terrosa Guenée, 1852
- Zale undularis Drury, 1773
- Zale unilineata Grote, 1876
- Zale vargoi Troubridge, 2020
- Zale viridans Guenée, 1852

## Classification
Le nom valide complet (avec auteur) de ce taxon est Zale Hübner, 1818.
Zale a pour synonymes :
- Homoptera Guenée, 1852
- Nephelina Kirby, 1897
- Omopterus Boisduval, 1829
- Phaeocyma Hübner, 1827
- Pseudanthracia Grote, 1874
- Xylis Guenée, 1852
- Ypsia Guenée, 1852